# Märta Ottoson
Märta Ottoson (16 de enero de 1897 - 29 de mayo de 1974) fue una actriz y cantante de nacionalidad sueca.

## Biografía
Nació como Märta Kristina Olson en Uppsala, Suecia. Debutó actuando en la obra Le Petit Duc,representada en el Teatro Oscar en 1919, centro con el cual trabajó hasta 1925. Posteriormente hizo diferentes actuaciones en Suecia, Noruega y Finlandia, así como en el Stora Teatern de Gotemburgo en 1935.
Estuvo casada desde 1921 con el cantante, actor y director Elvin Ottoson, y fue madre del periodista Lars-Henrik Ottoson. Junto a su esposo cantó a dúo en doce grabaciones discográficas.
Märta Ottoson falleció en Estocolmo, Suecia, en el año 1974.

## Filmografía
- 1920 : Ett ödesdigert inkognito
- 1925 : Tre Lejon
- 1940 : En sjöman till häst
- 1943 : Livet på landet
- 1949 : Sjösalavår
- 1957 : Mamma tar semester

## Teatro (selección)
- 1921 : Sista valsen, de Oscar Straus, dirección de Carl Barcklind, Teatro Oscar[1]
- 1923 : Gri-Gri, de Paul Lincke, Heinrich Bolten-Baeckers y Jules Chancel, dirección de Elvin Ottoson, Teatro Oscar[2]
- 1931 : Viktorias husar, de Paul Abraham, Emmerich Földes, Alfred Grünwald y Fritz Löhner-Beda, dirección de Oskar Textorius, Odeonteatern de Estocolmo